# Zootropolis 2
Zootropolis 2 (titlu original: în engleză Zootopia 2) este un film viitor american animație regizat de Jared Bush și Byron Howard. Este continuarea primului film Zootropolis din anul 2016.